# AM 2105-332
AM 2105-332 ist ein interagierendes Galaxienpaar mit Sternentstehungsgebieten im Sternbild Mikroskop am Südsternhimmel. Es ist schätzungsweise 250 Millionen Lichtjahre von der Milchstraße entfernt.